# Ďábel (Tolstoj)
Ďábel je novela od ruského autora prózy Lva Nikolajevče Tolstého, píšícím ve stylu kritického realismu. Osoba, podle které dostala kniha svoje jméno, zde nevystupuje přímo, ale prostupuje lidskou myslí. Tento Ďábel zde vyskytuje jako hříšné myšlenky a skutky, avšak jen jednoho typu - sexuálního.
V Tolstého knihách se často objevují narážky na sexualitu a to jak mužskou, tak ženskou. Tyto narážky jsou ve většině případů kritické, obrovskou bombou v tomto oboru (v příběhu nejde prakticky o nic jiného) je kniha Kreutzerova sonáta.

## Děj
Hlavním hrdinou příběhu je mladý muž Eugen Irtěněv. Ten má již na počátku příběhu skvělé podmínky pro život. Styky, peníze, statky, vychování a navíc výborné vlastnosti, snadno si získá lidi, vlastně je dle slov autora i hodný, schopný a poměrně rozumný. Jeho otec je mrtvý a žije jen jeho matka, jež ho miluje a on ji též. Rozhodne se, že se s ní odstěhuje na venkov a bude se zde věnovat svým statkům. To také provede. A žije zatím šťastně, hospodářství se daří.
Jenže Eugen Irtěněv má jednu malou slabinu, a tou je vášeň pro ženy. Vlastně však sám sobě nepřiznává, že by na tom bylo něco špatného, a předpokládá, že je to nutné pro jeho zdraví. Proto chce vyhledat i zde. V hájovně mu pomůže jeden muž, Danila, který mu dohodí ženu, jež je sice vdaná, ale muž pobývá ve městě. Eugen za ní začne docházet a schází se s ní v lese. Jejich styk, zatímco žije na vesnici, takto trvá poměrně dlouho. Ale poté se při jedné ze svých častých návštěv v městě Eugen seznámí s rodinou Anněnských a zamiluje se do jejich mladé dcery, Lízy, které nabídne ruku. Poté styk se Stěpanidou (ona žena) ustane.
Když se Eugen s Lízou seznámí, stále hlouběji a hlouběji se do sebe zamilovávají. Když se pak ožení, stane se Lízina láska k Irtěněvovi něčím, co prostupuje celou její osobu.
Žijí spolu šťastně jeden rok, obě matky (Marie Pavlovna, Eugenova matinka, a Varvara Pavlovna, Lízina matka) za nimi jezdí na statek, kam se odstěhují, a Líza otěhotní. Pak se stane veliká mrzutost a ona je nucena potratit, protože příliš prudce skočí s vozu, který narazí. Zanedlouho však otěhotní podruhé, Eugen splácí otcovy dluhy a všechno jde dále.
Avšak Tolstoj má zvláštní zvyk (uplatnil ho ve svém románu Vzkříšení, který se podle tohoto zvyku celý jmenuje) dávat velké změny a události, zvraty v ději, do blízkosti svátků. A právě nyní, den před sv. Trojicí, Líza, která je v pátém měsíci, rozhodne, že je třeba udělat jarní úklid a zaplatí dvě nádenice. A jednou z nich je právě dotyčná Stěpanida.
A nebohému Eugenovi nastane strašné trápení. Je to zvláštní, ale jsou to pro něj opravdu neskutečná psychická muka. Nádenice se mu totiž začne znovu za nějakých záhadných okolností příšerně líbit a on jí jako v mdlobách sleduje, hltá jí zrakem a nemůže se vyprostit, přestože si kolikrát přísahá, že toho již nechá; a stále více šílí a šílí....